# 蒙特韦廖
蒙特韦廖是意大利艾米利亚-罗马涅大区博洛尼亚省的一个镇，距离大区首府博洛尼亚约20公里。